# 金火山
《金火山》是法国小说家儒勒·凡尔纳的一部小说。手稿完成于1899年，但在作者死后的1906年才出版。该书以克朗代克淘金热为背景，将黄金热描述为一种“无法用任何金鸡纳霜把它给压下去”的“热病”。后来出版时手稿遭到作者儿子米歇尔·凡尔纳和出版商埃兹尔的改动，原本以悲观主义为基调的小说被改成了通俗喜剧。1995年，凡尔纳协会根据从作者后裔那里搜集的打字稿出版了还原版本。

## 情节
小说讲述加拿大工程师本·拉德尔及其表弟萨梅·斯吉姆继承了亡故舅舅留下的一块采金地。他们本打算将其出售，然而去探查时，却得知买家却由于加拿大和阿拉斯加的国境线无法精确测算而推迟购买。尽管有萨梅反对，本打算继续开采这篇矿藏，其间与来自德克萨斯的两个不肖的美国人——亨利与马龙发生冲突。就在此时，发生了地震，河流改道，采金地的全部出产都沉入了水底，本也负了伤。本在北自治领的首府道森城养病时，萨梅偶然救起了一个气息奄奄法国人雅克·劳里埃，他临死前告诉本，在靠近北冰洋的地方有一座出产自然金块的火山。本说服萨梅，去金火山寻找宝藏，然而抵达后却发现火山快要喷发，无法直接进入火山口中采金。本想出一个办法，要将罗伯小河的水流引入火山，促使火山喷发。当他们就要成功时，萨梅和印第安仆从内鲁托追猎美洲驼羚时发现了亨利一伙——他们帮助一个印第安犯人越狱，从后者口中得知了金火山的宝藏。两派人马爆发了武力冲突，危急时刻，本决定加快进度引水，以促使火山喷发解决山上的敌人。他最终做到了，但火山中的自然金也坠入了北冰洋，一切都成为竹篮打水一场空。